# Elias Jelert
Elias Jelert Kristensen (Virum, 12 giugno 2003) è un calciatore danese, difensore del Galatasaray.

## Carriera

### Club
Inizia a giocare a calcio nel 2008 nel Virum-Sorgenfri, rimanendovi fino al 2014 quando si trasferisce al Copenaghen.
L'11 agosto 2021 firma il suo primo contratto con il club danese valido fino al 2024, ed il 17 ottobre seguente debutta fra i professionisti in occasione dell'incontro di Superligaen pareggiato 1-1 contro il SønderjyskE.

### Nazionale
Ha giocato nella nazionale danese Under-19.
Il 17 ottobre 2023 esordisce in nazionale maggiore nel successo per 1-2 in casa di San Marino.

## Statistiche
Statistiche aggiornate al 9 febbraio 2025.
| Stagione          | Squadra           | Campionato        | Campionato | Campionato | Coppe nazionali | Coppe nazionali | Coppe nazionali | Coppe continentali | Coppe continentali | Coppe continentali | Altre coppe | Altre coppe | Altre coppe | Totale | Totale |
| Stagione          | Squadra           | Comp              | Pres       | Reti       | Comp            | Pres            | Reti            | Comp               | Pres               | Reti               | Comp        | Pres        | Reti        | Pres   | Reti   |
| ----------------- | ----------------- | ----------------- | ---------- | ---------- | --------------- | --------------- | --------------- | ------------------ | ------------------ | ------------------ | ----------- | ----------- | ----------- | ------ | ------ |
| 2021-2022         | Copenaghen        | SL                | 11         | 0          | CD              | 0               | 0               | UECL               | 4                  | 0                  |             | -           | -           | 15     | 0      |
| 2022-2023         | Copenaghen        | SL                | 26         | 1          | CD              | 7               | 0               | UCL                | 4                  | 0                  | -           | -           | -           | 37     | 1      |
| 2023-2024         | Copenaghen        | SL                | 29         | 0          | CD              | 3               | 0               | UCL                | 13                 | 0                  | -           | -           | -           | 45     | 0      |
| Totale Copenaghen | Totale Copenaghen | Totale Copenaghen | 66         | 1          |                 | 10              | 0               |                    | 21                 | 0                  |             | -           | -           | 97     | 1      |
| 2024-2025         | Galatasaray       | SL                | 19         | 0          | TK              | 2               | 0               | UCL+UEL            | 2+8                | 0+1                | ST          | -           | -           | 31     | 1      |
| Totale carriera   | Totale carriera   | Totale carriera   | 85         | 1          |                 | 12              | 0               |                    | 31                 | 1                  |             | -           | -           | 128    | 2      |

### Cronologia presenze e reti in nazionale
| Cronologia completa delle presenze e delle reti in nazionale ― Danimarca | Cronologia completa delle presenze e delle reti in nazionale ― Danimarca | Cronologia completa delle presenze e delle reti in nazionale ― Danimarca | Cronologia completa delle presenze e delle reti in nazionale ― Danimarca | Cronologia completa delle presenze e delle reti in nazionale ― Danimarca | Cronologia completa delle presenze e delle reti in nazionale ― Danimarca | Cronologia completa delle presenze e delle reti in nazionale ― Danimarca | Cronologia completa delle presenze e delle reti in nazionale ― Danimarca |
| Data                                                                     | Città                                                                    | In casa                                                                  | Risultato                                                                | Ospiti                                                                   | Competizione                                                             | Reti                                                                     | Note                                                                     |
| ------------------------------------------------------------------------ | ------------------------------------------------------------------------ | ------------------------------------------------------------------------ | ------------------------------------------------------------------------ | ------------------------------------------------------------------------ | ------------------------------------------------------------------------ | ------------------------------------------------------------------------ | ------------------------------------------------------------------------ |
| 17-10-2023                                                               | Serravalle                                                               | San Marino                                                               | 1 – 2                                                                    | Danimarca                                                                | Qual. Euro 2024                                                          | -                                                                        | 62’                                                                      |
| 23-3-2024                                                                | Copenaghen                                                               | Danimarca                                                                | 0 – 0                                                                    | Svizzera                                                                 | Amichevole                                                               | -                                                                        | 83’                                                                      |
| 26-3-2024                                                                | Brøndbyvester                                                            | Danimarca                                                                | 2 – 0                                                                    | Fær Øer                                                                  | Amichevole                                                               | -                                                                        |                                                                          |
| Totale                                                                   |                                                                          | Presenze                                                                 | 3                                                                        |                                                                          | Reti                                                                     | 0                                                                        |                                                                          |

## Palmarès

### Club

#### Competizioni nazionali
- Campionato danese: 2

Copenhagen: 2021-2022, 2022-2023
- Coppa di Danimarca: 1

Copenhagen: 2022-2023
- Coppa di Turchia: 1

Galatasaray: 2024-2025
- Campionato turco: 1

Galatasaray:  2024-2025